# Hiroshima (stacja kolejowa)
Hiroshima (jap. 広島駅 Hiroshima-eki) – stacja kolejowa w Hiroszimie, w prefekturze Hiroszima, w Japonii. Jest stacją JR West i znajduje się w dzielnicy Minami. Dworzec Hiroshima jest terminalem dla kilku linii. Zatrzymują się tu wszystkie pociągi Sanyō Shinkansen.

## Linie kolejowe
- San'yō Shinkansen
- Linia Główna San'yō
- Linia Kure
- Linia Kabe
- Linia Geibi